# Streets of Fire
Streets of Fire è il secondo album del progetto AOR/hard rock Place Vendome creato da Serafino Perugino della Frontiers Records.

## Tracce
1. Streets of fire (Torsti Spoof)
2. My guardian angel (Magnus Karlsson)
3. Completely breathless (Ronny Milianowicz)
4. Follow me (Robert Sall)
5. Set me free (Torsti Spoof)
6. Believer (Torsti Spoof)
7. Valerie (The truth is in your love) (Robert Sall)
8. A scene in replay (Ronny Milianowicz)
9. Changes (Torsti Spoof)
10. Surrender your soul (Ronny Milianowicz)
11. Dancer (Torsti Spoof)
12. I'd die for you

## Formazione
- Michael Kiske - voce
- Dennis Ward - basso
- Kosta Zafiriou - batteria
- Uwe Reitenauer - chitarra
- Günter Werno - tastiere